# Hrachik Babajan
Hrachik Babajan (ur. 1 sierpnia 1996 roku w Erywaniu) – armeński strzelec sportowy, olimpijczyk z Rio de Janeiro (2016). 

## Igrzyska olimpijskie
Wziął udział w zmaganiach w karabinie pneumatycznym na 10m w czasie igrzysk w Rio de Janeiro. W kwalifikacjach zdobył 621,5 punktów, które nie dało mu awansu do finału. W końcowej klasyfikacji uplasował się na 24. miejscu. 
| Igrzyska | Miejscowość    | Konkurencja                | Kwalifikacje | Kwalifikacje | Finał                  | Finał                  |
| Igrzyska | Miejscowość    | Konkurencja                | Wynik        | Pozycja      | Wynik                  | Pozycja                |
| -------- | -------------- | -------------------------- | ------------ | ------------ | ---------------------- | ---------------------- |
| IO 2016  | Rio de Janeiro | Karabin pneumatyczny, 10 m | 621,5        | 24.          | Nie zakwalifikował się | Nie zakwalifikował się |